# Pseudonubeculina
Pseudonubeculina  es un género de foraminífero bentónico considerado un sinónimo posterior de Nodobacularia de la subfamilia Nodobaculariinae, de la familia Nubeculariidae, de la superfamilia Cornuspiroidea, del suborden Miliolina y del orden Miliolida. Su especie tipo era Nubecularia nodulosa. Su rango cronoestratigráfico abarcaba el Cretácico inferior.

## Discusión
Clasificaciones más recientes hubiesen incluido Pseudonubeculina en la superfamilia Nubecularioidea.

## Clasificación
Pseudonubeculina incluía a las siguientes especies:
- Pseudonubeculina lepida †
- Pseudonubeculina nodulosa †
  - Pseudonubeculina nodulosa var. gigantea †